# Johanna (Elsink)
Johanna is een single van cabaretier Henk Elsink. Het origineel is niet afkomstig van een van zijn albums. Henk Elsink bezong op een tangoritme in dit lied  "kleine Johanna", die eerst haar moeder alleen laat en vervolgens (waarschijnlijk weer) thuis komt. Begeleid of soms juist niet door het Metropole Orkest onder leiding van Harry van Hoof is het een voortdurende reeks spoonerismen, misverstanden tussen zanger en orkest, foutieve inzetten van solist en orkest en ten slotte een kleine persiflage op het jaarlijkse Nieuwjaarsconcert van de Wiener Philharmonikeren in Wenen met klanknabootsingen vanuit het orkest.
Het nummer was al ouder, in 1967 schreef Elsink het al. In 1973 verscheen het met combobezetting al op zijn album Een avond te gast bij Henk Elsink.

## Hitnoteringen

### Nederlandse Top 40
| Hitnotering: week 47/1973 t/m 5/1974 | Hitnotering: week 47/1973 t/m 5/1974 | Hitnotering: week 47/1973 t/m 5/1974 | Hitnotering: week 47/1973 t/m 5/1974 | Hitnotering: week 47/1973 t/m 5/1974 | Hitnotering: week 47/1973 t/m 5/1974 | Hitnotering: week 47/1973 t/m 5/1974 | Hitnotering: week 47/1973 t/m 5/1974 | Hitnotering: week 47/1973 t/m 5/1974 | Hitnotering: week 47/1973 t/m 5/1974 | Hitnotering: week 47/1973 t/m 5/1974 | Hitnotering: week 47/1973 t/m 5/1974 | Hitnotering: week 47/1973 t/m 5/1974 |
| Week:                                | 1                                    | 2                                    | 3                                    | 4                                    | 5                                    | 6                                    | 7                                    | 8                                    | 9                                    | 10                                   | 11                                   |                                      |
| ------------------------------------ | ------------------------------------ | ------------------------------------ | ------------------------------------ | ------------------------------------ | ------------------------------------ | ------------------------------------ | ------------------------------------ | ------------------------------------ | ------------------------------------ | ------------------------------------ | ------------------------------------ | ------------------------------------ |
| Positie:                             | 31                                   | 15                                   | 8                                    | 3                                    | 4                                    | 5                                    | 5                                    | 8                                    | 20                                   | 32                                   | 36                                   | uit                                  |

### NederlandseDaverende 30
| Positie: | 16 | 8 | 3 | 4 | 5 | 8 | 20 | uit |

Schatplichtig aan dit nummer zijn -al dan niet bewust- André van Duin, onder meer met Als je huilt / Bim bam, en Arjen Ederveens Borreltijd, waarin in een van de uitzendingen alle 60 seconden van een minuut werden uitgeteld. 